# Gildwiller

Gildwiller este o comună în departamentul Haut-Rhin din estul Franței. În 2009 avea o populație de 276 de locuitori.

## Evoluția populației
| An        | 1975 | 1982 | 1990 | 1999 | 2006 | 2009 |
| --------- | ---- | ---- | ---- | ---- | ---- | ---- |
| Populație | 188  | 244  | 282  | 278  | 282  | 276  |